# Ejulve
Ejulve es un municipio español situado en la comarca de Andorra-Sierra de Arcos, en Teruel (Aragón). Tiene una población de 186 habitantes (INE 2022).
Es una puerta de entrada a la histórica comarca del Maestrazgo y el punto de partida de la ruta turística The Silent Route o Ruta del Silencio que recorre varios de los parajes más destacados de esta comarca.
En el municipio se encuentran lugares de importante interés paisajístico y turístico, como son el Monumento natural de los Órganos de Montoro, la cueva del Recuenco, la sierra de Majalinos, las Masías de Ejulve o el congosto de la Caleja del Huergo.
Situado a una elevada altitud de 1113 m s. n. m., presenta un clima mediterráneo de montaña con nevadas frecuentes en invierno y noches frescas en verano, por lo que es un destino turístico durante todo el año.
Su patrimonio histórico más representativo data de los siglos XVI y XVII, destacando la casa consistorial, la Torre, la iglesia de Santa María la Mayor, la parroquia de San Pascual, el convento Casa Felicitas, las Posadas, las ermitas de San Pedro y Santa Ana y el antiguo Hospital.

## Toponimia
Otras formas que ha tenido el nombre son: Xulb (siglo XII, XIII, XIV), Exulb (siglo XIV, XV), y Exulbe/Exulve, (siglo XV, XVI, XVII, XVIII, siglo XIX). Este lugar estaba en el territorio de Alcañiz que Alfonso II de Aragón dejó a la Orden de Calatrava después de la reconquista.

## Geografía

### Situación
Ejulve está situado en la zona centro-oriental de la provincia de Teruel. Se encuentra entre las faldas de los cerros de San Pedro y Santa Catalina, formando por ello un trazado urbano irregular y angosto, adaptado a la empinada topografía de la ladera.
A 95 km de la capital turolense y a 62 km de la ciudad de Alcañiz, se encuentra en un encrucijado territorio en el que delimitan tres comarcas históricas turolenses diferentes: las Cuencas Mineras, el Maestrazgo y el Bajo Aragón. Sin embargo, a raíz de la comarcalización de Aragón en el año 2002, el término municipal de Ejulve, de 109'5 km² y 60,87 km de perímetro, no se incluyó en ninguna de estas tres comarcas, sino que pasó a formar parte de la comarca de Andorra-Sierra de Arcos, encontrándose en el extremo sur de esta.
|         | Gargallo     |            |
| La Zoma |              | Molinos    |
| Aliaga  | Villarluengo | Castellote |

Delimita con los términos municipales de Molinos y Castellote al este, Villarluengo y Aliaga al sur, La Zoma al oeste y Gargallo al norte. Así, delimita al sur y al este con el Maestrazgo y al oeste con Cuencas Mineras, delimitando con el único municipio de su misma comarca (Gargallo) sólo en la franja norte. Por este hecho, y por sus características geográficas diferentes al del resto de municipios de su comarca, se puede decir que Ejulve pertenece - geográficamente - al Maestrazgo.

### Orografía

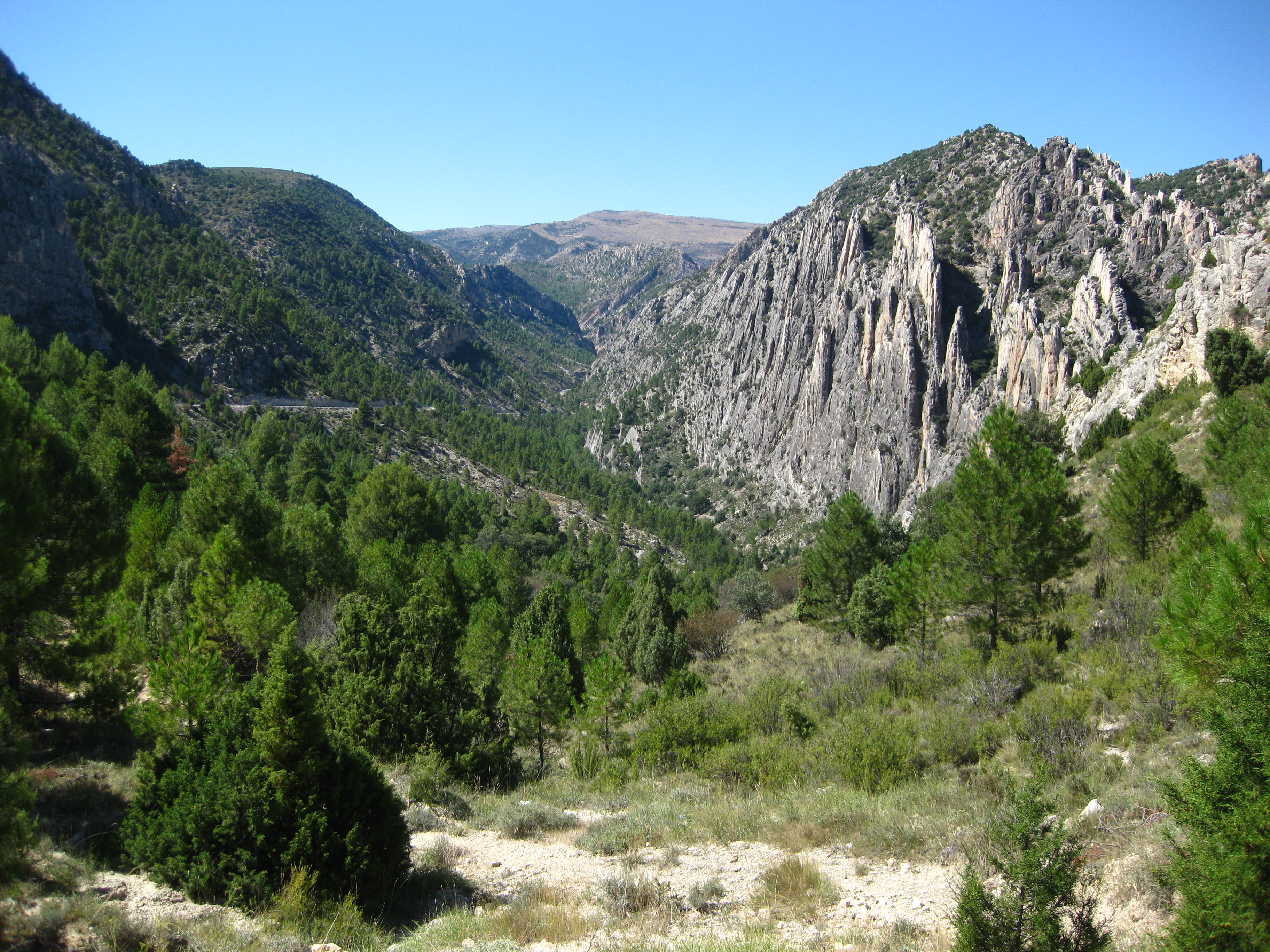
Monumento natural de los Órganos de Montoro

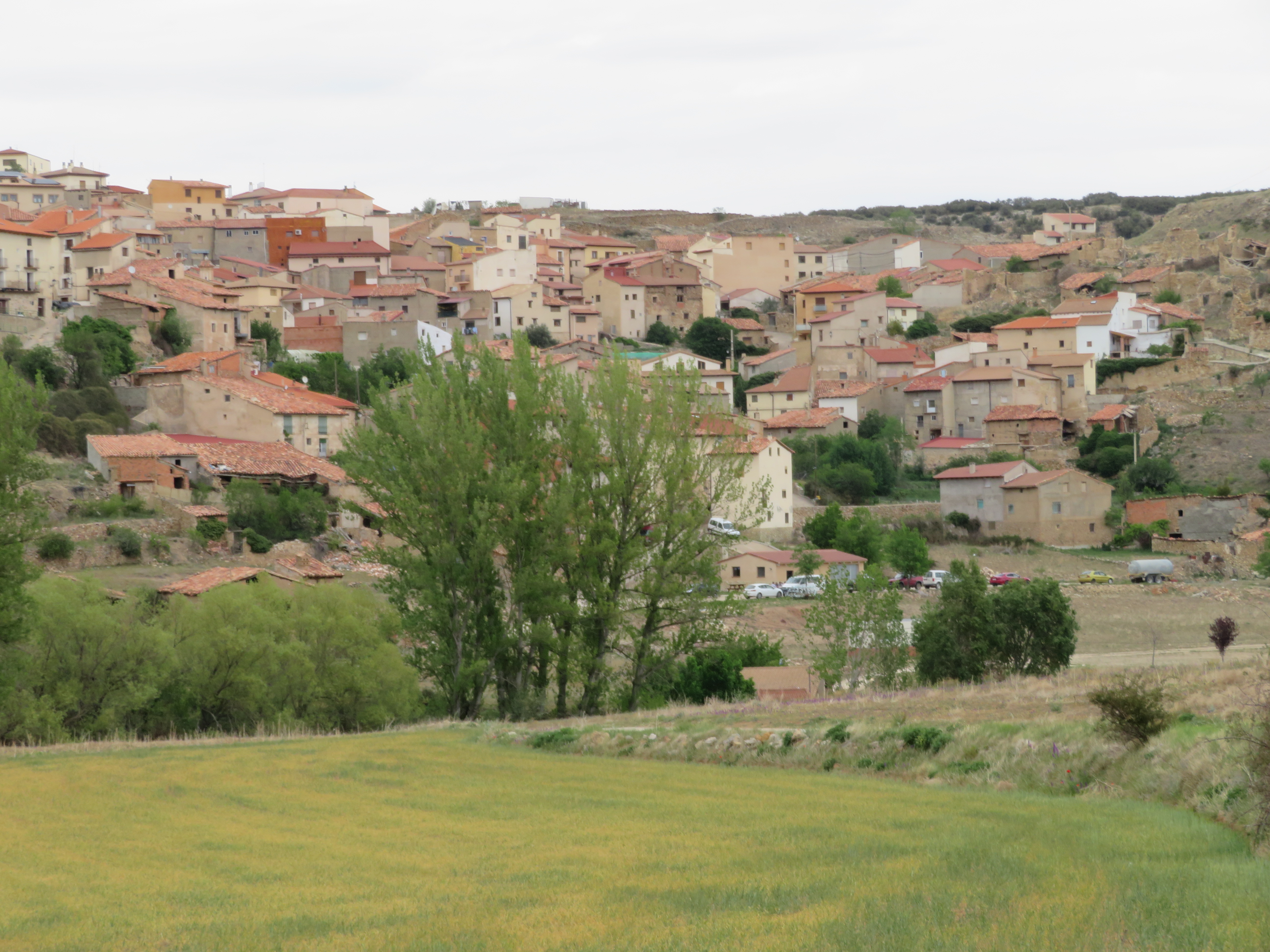
Vista de la localidad

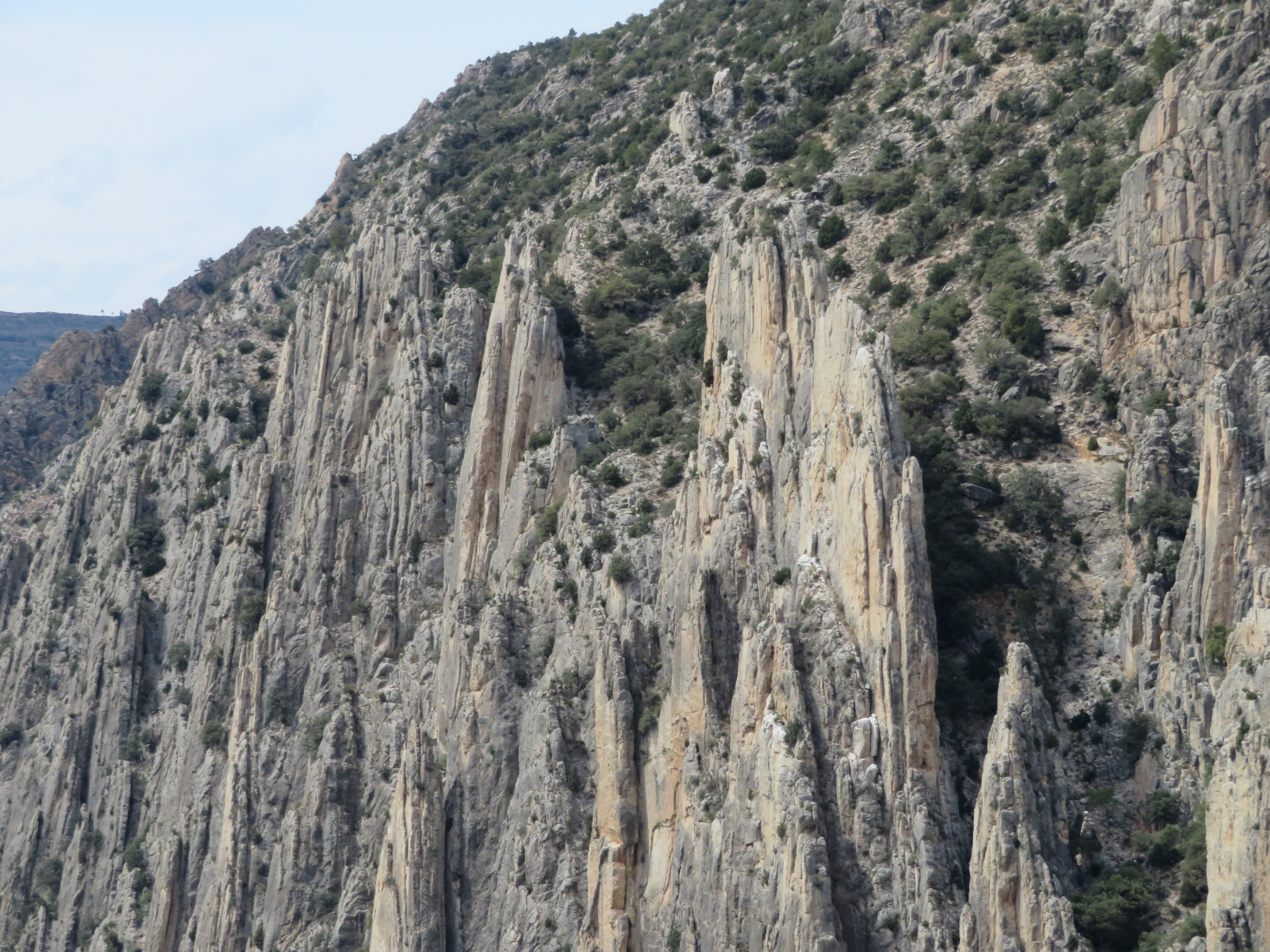
Monumento natural Órganos de Montoro

Su relieve es fundamentalmente montañoso. Se encuentra a 1113 m s. n. m. y en su término se encuentran diversas estribaciones de la sierra de San Just y del Maestrazgo turolense, destacando la sierra de Majalinos.
En la parte sur de su término municipal, en el límite con el término de Villarluengo, se encuentra el Monumento natural de los Órganos de Montoro, de elevada importancia medioambiental.
Bajo el pueblo se encuentra el río Guadalopillo, que nace en el mismo término municipal, a pocos kilómetros del casco urbano, y que, después de pasar por localidades como Molinos, Alcorisa o Berge, desemboca en el río Guadalope, perteneciendo así a la cuenca hidrográfica del Ebro.
Por otra parte, destacan también dentro de su término algunos cerros como el Cabezo Budo y, sobre todo, la sierra de Majalinos, con altitudes que alcanzan los 1600 m s. n. m., situado al sur del término y delimitando con los de Aliaga y La Zoma. En esta sierra abundan los bosques de pino, así como la carrasca y el matorral mediterráneo, típicos de la zona.

### Clima
De acuerdo a la clasificación climática de Köppen, Ejulve posee un clima de tipo Cs, conocido como clima mediterráneo continentalizado o de interior, acentuado por su elevada altitud sobre el nivel del mar (1113 metros) y su lejanía a la costa. Por ello, existen importantes oscilaciones térmicas a lo largo del año, así como entre el día y la noche, siendo la temperatura media anual de aproximadamente 10 °C. Los veranos son secos, moderadamente cálidos durante el día y con noches frescas. Los inviernos son largos y fríos, con frecuentes nevadas. El otoño y la primavera son cortos, frescos y relativamente lluviosos.
La pluviometría es de 530 mm anuales. Destacan las tormentas estivales y las nevadas que se registran todos los inviernos.
En esta zona turolense la abudancia de rayos es muy elevada en comparación con el resto de la península. Descargas eléctricas como los que ocasionaron el incendio forestal de Aliaga-Ejulve (fundamentalmente) el 22 de julio de 2009, que arrasó con casi 3000 hectáreas en el municipio ejulvino.

## Demografía
Ejulve cuenta con una población de 169 habitantes (INE 2024).
| Gráfica de evolución demográfica de Ejulve entre 1842 y 2021                                                                                                |
| |
| Población de derecho según los censos de población del INE Población de hecho según los censos de población del INEEn este censo se denominaba Ejulbe: 1842 |

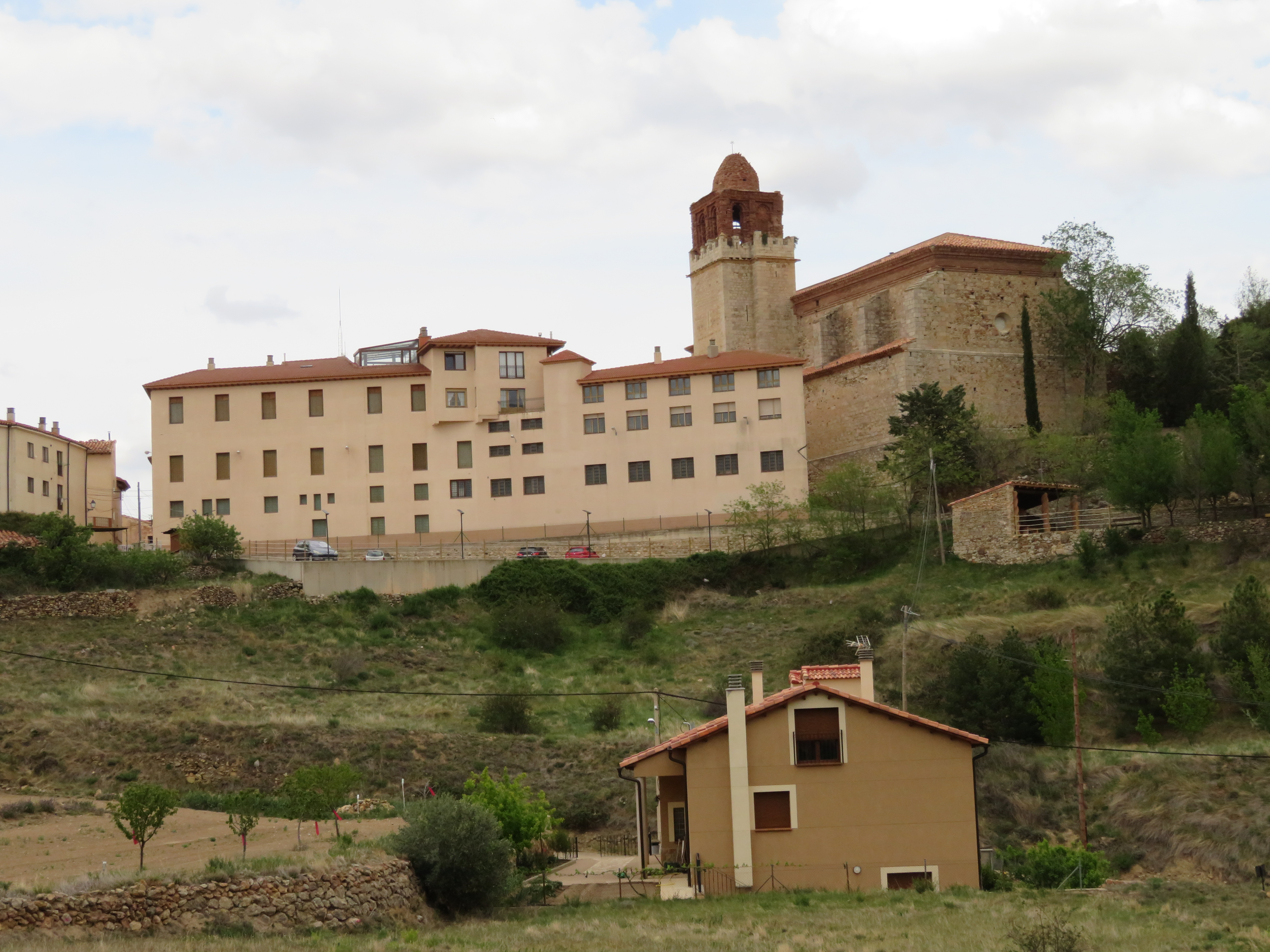
Vista de la iglesia

Al igual que la gran mayoría de los pueblos del interior español, Ejulve ha sufrido desde la segunda mitad del siglo XX un acusado éxodo rural hacia las zonas industrializadas del país, especialmente las áreas metropolitanas de Barcelona, Zaragoza y Valencia, las más cercanas geográficamente. También se ha producido este desplazamiento hacia comarcas más dinámicas dentro de la misma provincia, como el Bajo Aragón.
En cuanto a la población extranjera residente el municipio, en 2022 suponía un 5% del total, principalmente procedente de Marruecos.
| 2000 |  | 2004 |  | 2006 |  | 2007 |  | 2008 |  | 2009 |  | 2010 |  | 2019 |  | 2022 |
| ---- |  | ---- |  | ---- |  | ---- |  | ---- |  | ---- |  | ---- |  | ---- |  | ---- |
| 0,4% |  | 2,2% |  | 4,2% |  | 7,2% |  | 8,2% |  | 4,9% |  | 4,0% |  | 9,7% |  | 5,0% |

## Comunicaciones

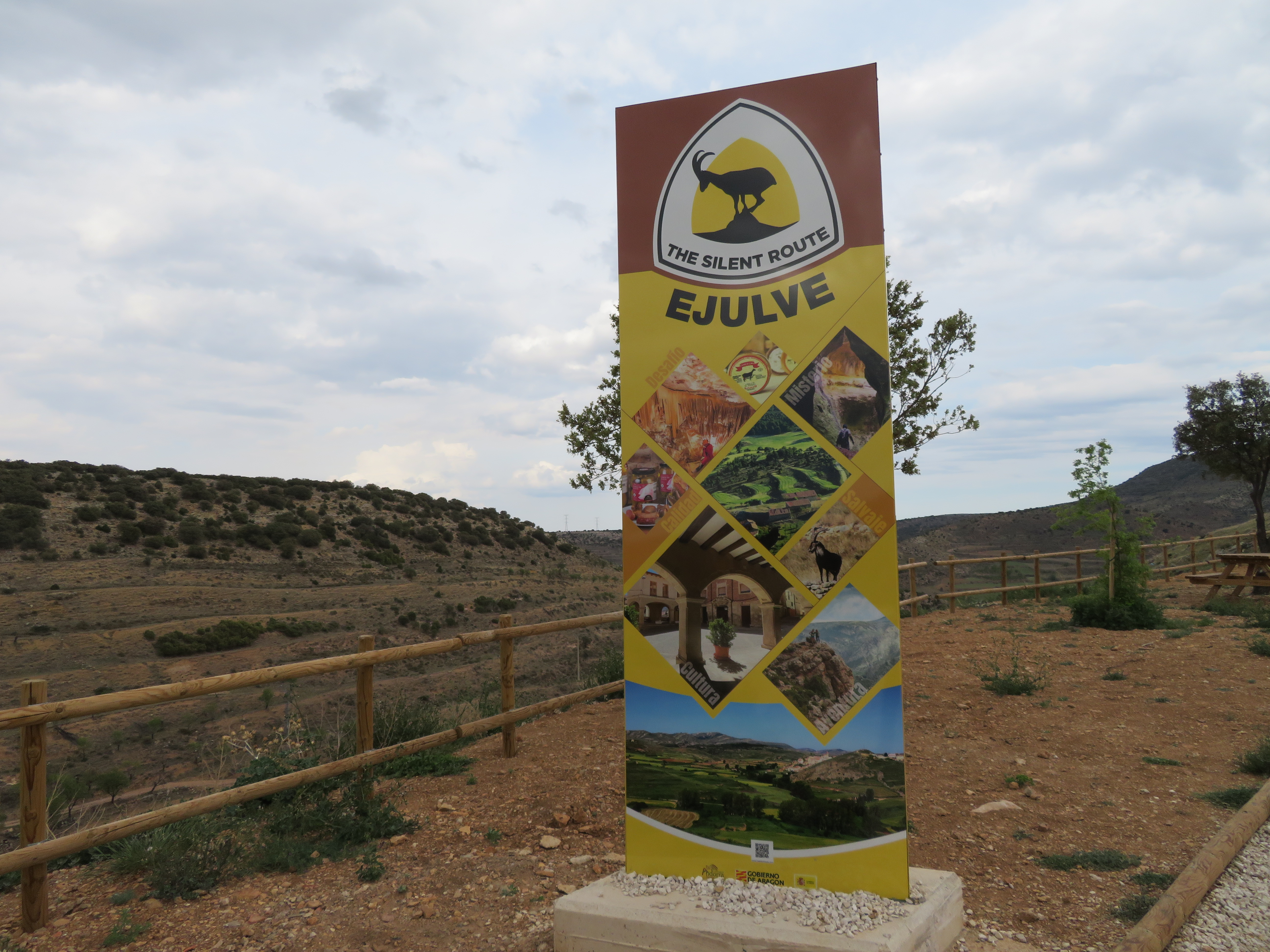
The Silent Route, ruta del silencio, carretera A-1702

Distancias a otras ciudades españolas
| Teruel |  | Alcañiz |  | Zaragoza |  | Barcelona |  | Valencia |  | Castellón |  | Madrid |
| ------ |  | ------- |  | -------- |  | --------- |  | -------- |  | --------- |  | ------ |
| 95     |  | 62      |  | 133      |  | 307       |  | 206      |  | 164       |  | 325    |

Carreteras
Ejulve se encuentra a 10 km de la carretera nacional N-211 y es un punto de encrucijada de tres carreteras, dos de ellas autonómicas (A-1702 y A-2403) y otra local (TE-V-8211 a La Zoma y Cañizar del Olivar).
Además, existen caminos vecinales y pistas forestales que llevan a otras localidades vecinas, como la VF-TE-40 a Cuevas de Cañart o la VF-TE-27 a las Masías de Ejulve.
| Identificador | Itinerario                                 |
| ------------- | ------------------------------------------ |
| N-211         | A-2-Monreal del Campo-Alcañiz-Fraga        |
| A-1702        | N-211/Gargallo-Ejulve-Cantavieja           |
| A-2403        | A-228-Aliaga-Ejulve                        |
| TE-V-8211     | N-211-La Zoma-Ejulve                       |
| VF-TE-40      | Ejulve/A-1702-Cuevas de Cañart(Castellote) |
| VF-TE-27      | A-1702-Masías de Ejulve(Ejulve)            |

## Economía

### Agricultura, ganadería e industria agroalimentaria
La actividad económica de la localidad se ha basado tradicionalmente en el sector primario: en la agricultura (cultivo de cereales, principalmente), y la ganadería (ovina, porcina y caprina), sector que en las últimas décadas ha experimentado un destacado retroceso, al igual que en el resto del país. Actualmente en la economía ejulvina tiene un importante peso el sector agroalimentario, debido a la existencia de varias empresas dedicadas a la producción de carnes (jamones, embutidos y conservas) así como de productos lácteos (queso de cabra local). Dentro de este sector, es importante la elaboración del jamón de Teruel (con denominación de origen) en los diferentes secaderos de jamones de la localidad.

### Turismo y gastronomía
Por otro lado, se ha intentado impulsar en los últimos años el turismo, aprovechando su privilegiada situación al ser la puerta del Maestrazgo. En 2009 se inauguró el hotel de montaña Masía de los Barrancos, convirtiéndose el primer hotel ecológico de Aragón. Asimismo en la última década se han desarrollado diversas viviendas de turismo rural y apartamentos turísticos, así como la construcción en 2014 de un centro de visitantes (centro de interpretación del Maestrazgo).

### Industria energética y minera
En la zona fueron muy importantes los sectores minero y eléctrico hasta el comienzo del siglo XXI, ya que existieron grandes explotaciones de carbón en la cercana comarca de las Cuencas Mineras, así como tres centrales térmicas de carbón en localidades vecinas: la central de Andorra (1050 MW, que cesó sus actividades en 2020), la de Escucha (que cesó en 2012) y la de Aliaga (que cesó en 1982, tras 30 años de funcionamiento en la etapa franquista).

## Administración y política
| Período         | Alcalde                   | Partido |  |
| --------------- | ------------------------- | ------- |  |
| 1979-1983       | Lorenzo Puerto Temprado   | PSOE    |  |
| 1983-1987       | Lorenzo Puerto Temprado   | PSOE    |  |
| 1987-1991       | Lorenzo Puerto Temprado   | PSOE    |  |
| 1991-1995       | Arturo Fantova            | PAR     |  |
| 1995-1999       | Artemio Estopañán Freixas | PAR     |  |
| 1999-2003       | Artemio Estopañán Freixas | PAR     |  |
| 2003-2007       | Artemio Estopañán Freixas | PAR     |  |
| 2007-2011       | José Manuel Salvador      | CHA     |  |
| 2011-2015       | Ovidio Ortín Albalate     | PP      |  |
| 2015-2019       | Ovidio Ortín Albalate     | PP      |  |
| 2019-2023       | Ovidio Ortín Albalate     | PP      |  |
| 2023-actualidad | Ovidio Ortín Albalate     | PP      |  |

| Partido político    | Partido político                                   | 2003   | 2007   | 2011   | 2015   |
| Partido político    | Partido político                                   | Ediles | Ediles | Ediles | Ediles |
|                     | Partido de los Socialistas de Aragón (PSOE-Aragón) | 1      | 1      | 2      | 2      |
|                     | Partido Popular de Aragón (PP)                     | 1      | 1      | 1      | —      |
|                     | Chunta Aragonesista (CHA)                          | 1      | 1      | 1      | 1      |
|                     | Ganar Ejulve                                       | —      | —      | —      | 1      |
|                     | Partido Aragonés (PAR)                             | 4      | 2      | 1      | —      |
| Total de concejales | Total de concejales                                | 5      | 5      | 5      | 5      |

## Patrimonio

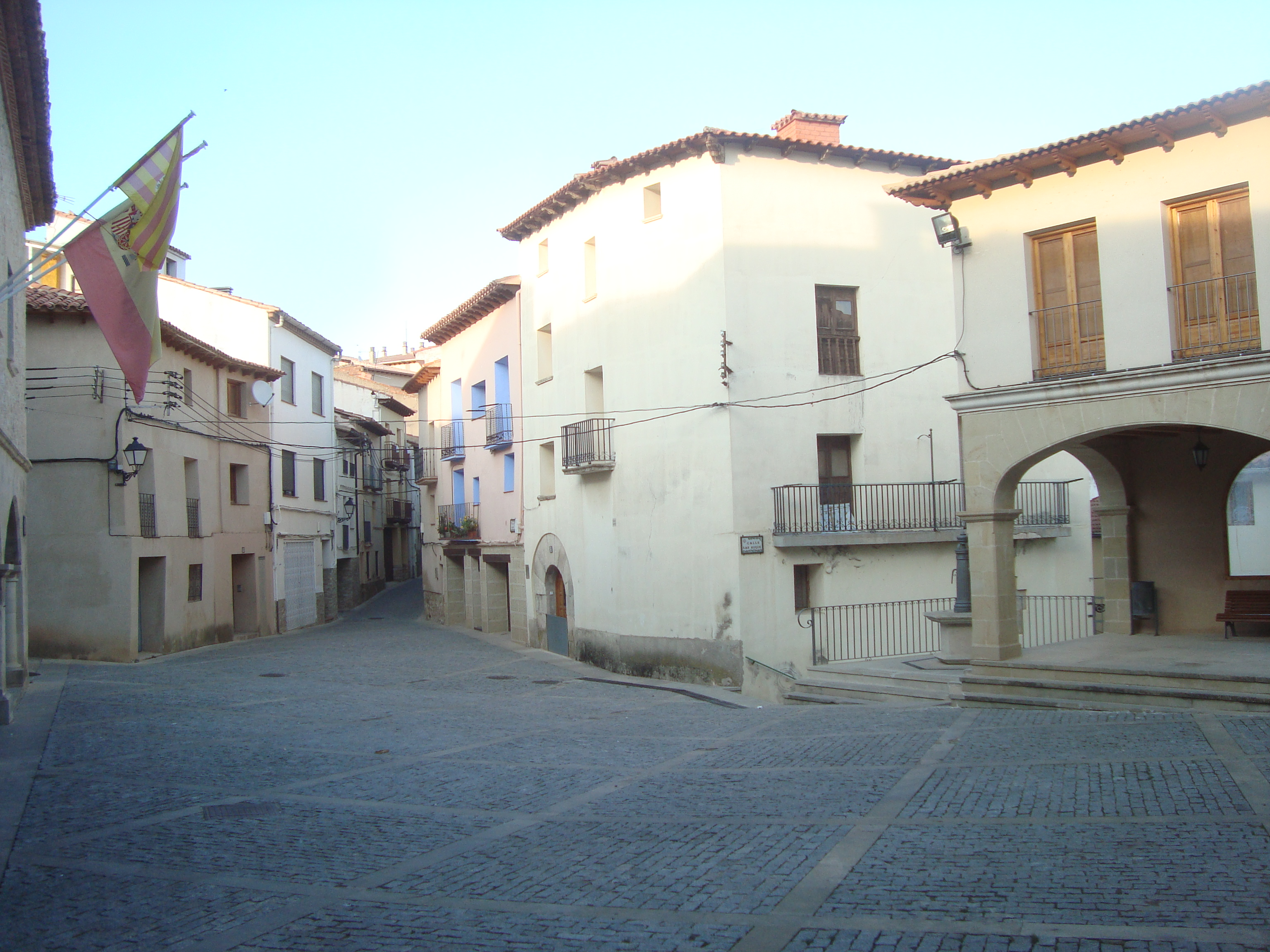
Ejulve

### Monumentos civiles
Casa consistorial
Es de planta rectangular con cuatro arcos en su planta baja abiertos a la plaza Mayor y otro a la calle Santiago Ariño. En el centro de la fachada puede verse un escudo con la inscripción EXULVE 1563, año en que debió construirse. A lo largo del tiempo albergó también carnicería, cárcel y escuelas. Tras su restauración (1991-94) el edificio ha conservado su estructura característica, ofreciendo una muestra fiel de la arquitectura civil de la época (siglo XVI).
Posada de la Plaza
Es un edificio señorial de tres plantas y que se puede datar en el siglo XVII. Planta baja de sillería,y las plantas restantes están construidas con ladrillo. En ella se instaló la centralita telefónica en la década de los 60.
Casa Felicitas

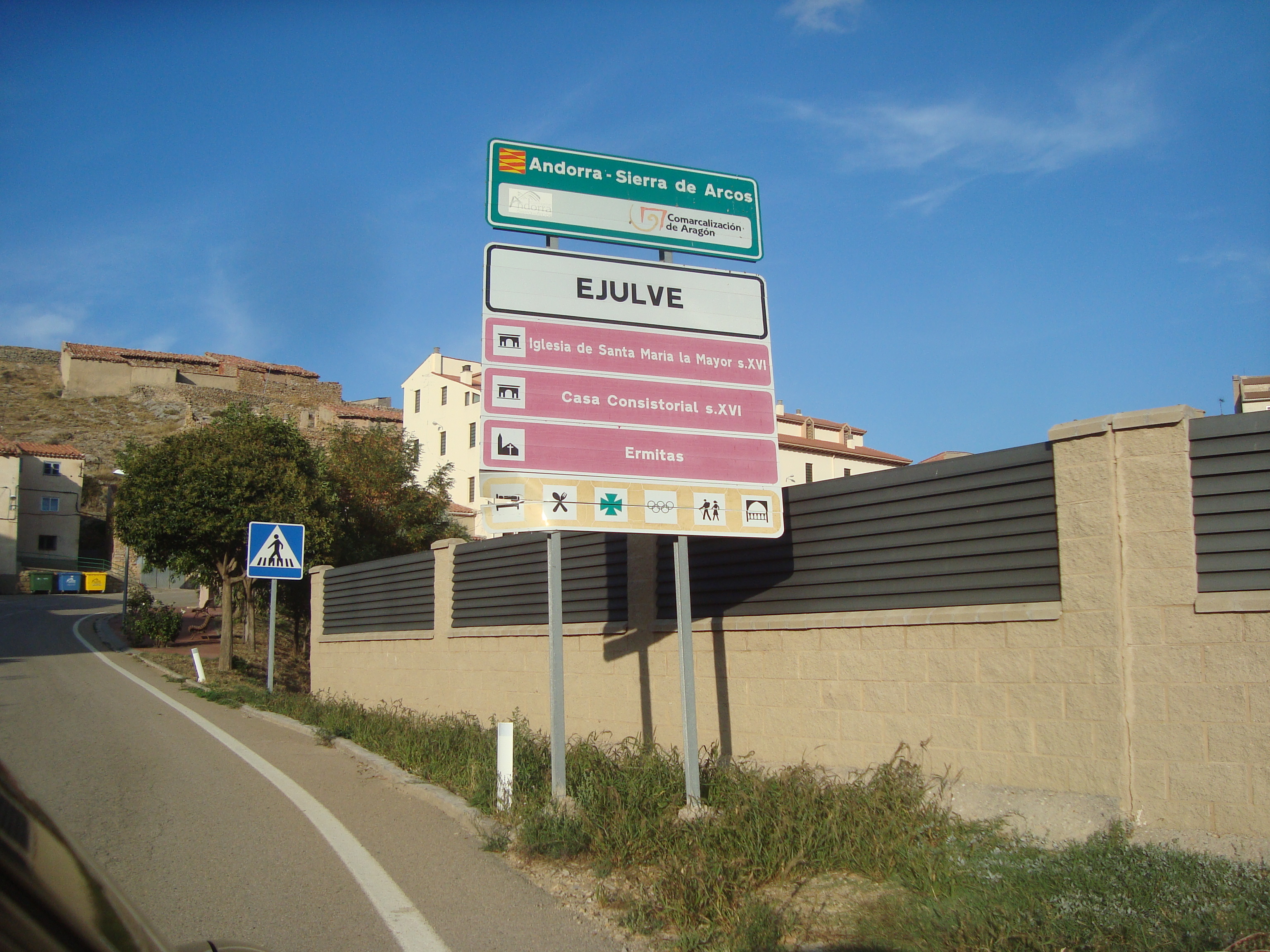
Cartel de entrada a Ejulve

Casa señorial que albergó un convento durante los siglos XVII y XVIII. En su fachada destaca la portada, con arco de medio punto coronado con un Sagrado Corazón en piedra. Se construyó a principios del siglo XVI.
Antiguo hospital
Acogía pobres, caminantes y enfermos. Se debió construir en el siglo XVI, en él aún se conserva la puerta con arco de medio punto y sobre ella la hornacina, coronada por cinco angelillos esculpidos en madera, donde se situaba la imagen del santo protector. En los últimos años se llegó a utilizar como farmacia. En la actualidad se encuentra muy deteriorado y se ha iniciado un proyecto de restauración del edificio con el fin de albergar un centro de interpretación de la Comarca del Maestrazgo, con fines turísticos.

### Monumentos religiosos
Iglesia de Sta. Mª la Mayor

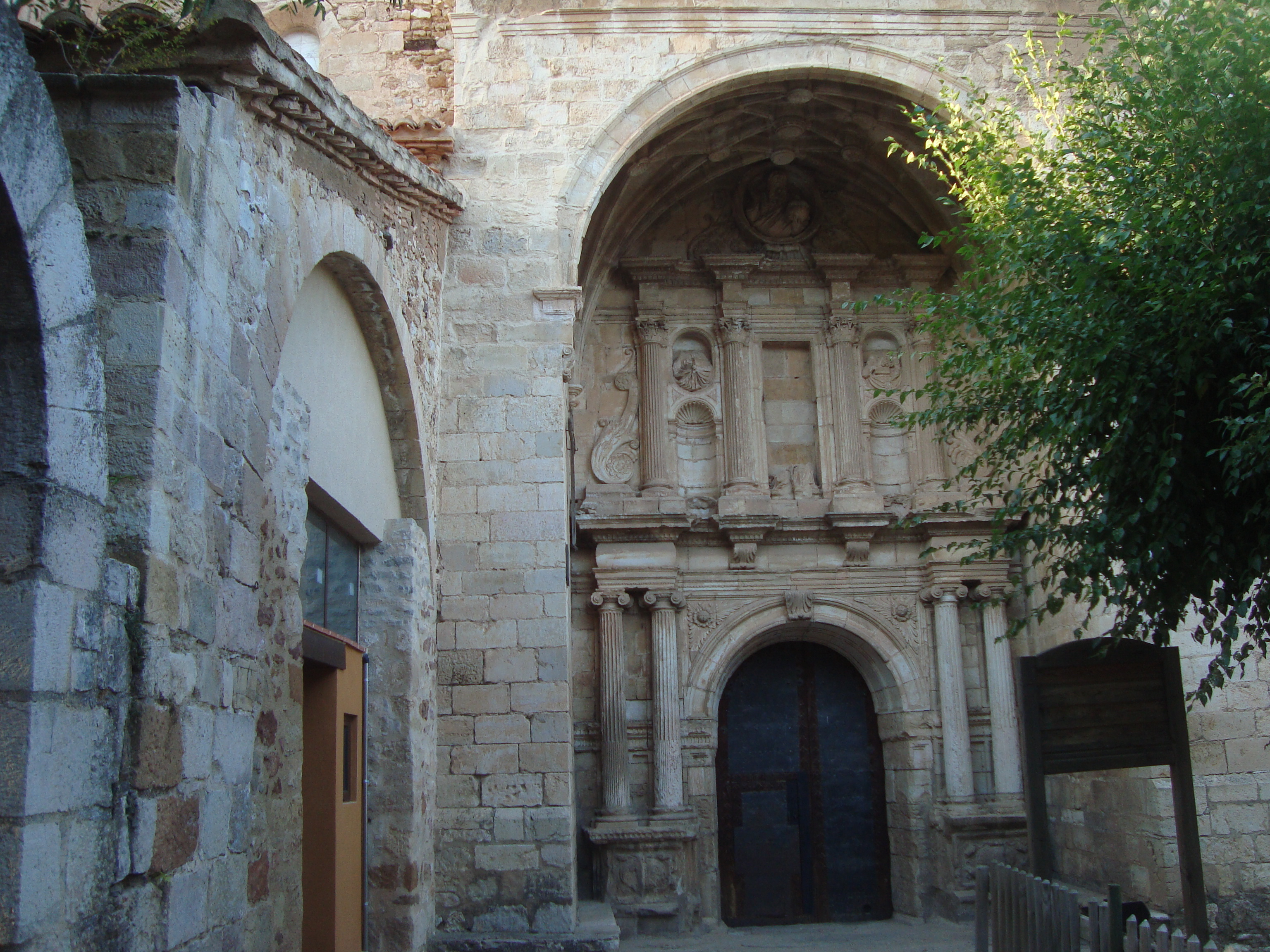
Iglesia de Santa María la Mayor

El templo parroquial se erigió sobre otro anterior (de estilo gótico) del que se conservan la torre y parte de la fachada principal construida con piedra sillar. En 1565 el arzobispo Hernando de Aragón dio licencia para ampliar y hacer más noble la iglesia y para hacer varios altares con sus retablos. Cabe destacar la portada de estilo plateresco de finales del siglo XVI. El atrio, adosado a la fachada antigua, está sustentado por tres arcos de medio punto y protege la puerta (tapiada) que daba acceso al interior del templo. Destacan sus diez capillas,algunas con cofradía, beneficio con sacerdote propio y con retablos de cierta calidad artística. Durante la guerra civil española (1936-39) sufrió graves daños y destrucciones. El bombardeo que sufrió la villa durante marzo de 1938 destruyó el tejado y sus bóvedas de crucería que fueron reconstruidas recientemente siguiendo el modelo de las conservadas en las capillas y bajo el coro. El retablo actual procede de la iglesia de San Juan y San Pedro de Zaragoza y fue traído a Ejulve una vez reparados los desperfectos sufridos en la guerra.
Iglesia de San Pascual
Mandada construir en 1688 y fundada en 1719 por el maestro Antonio Campos y Muñoz, vicario de la parroquia entre 1677 y 1717, en nombre de San Pascual Bailón. Edificio de mampostería, en su interior, nave central con bóveda de medio cañón, el crucero con cúpula y decorada con estucos. La parroquia fue muy codiciada por los mayores contribuyentes de la villa, quienes terminaron dejándola en un estado lamentable. Durante varios años, tras la guerra civil española (1936-39), albergó los oficios religiosos como consecuencia de los destrozos producidos en la iglesia parroquial en los bombardeos de marzo de 1938. Hace unos años se vendieron sus fincas y las cubiertas del edificio de la ermita fueron reparadas, salvándolo de un antiguo y continuo deterioro.
Ermita de San Pedro
Quizá sea la ermita más antigua de la villa, situada en la colina del Monte de S. Pedro, junto a límite del trazado antiguo de la villa (barrio de San Pedro). En 1357 había constituida en la parroquia una cofradía de mancebos con su nombre. El edificio de la ermita debió erigirse en el siglo XIV. Fue reconstruida en la segunda mitad del siglo XVI. Sus paredes son de mampostería y se aprecian claramente las modificaciones del edificio.
Ermita de Santa Ana
Ermita dedicada a la patrona de Ejulve, ubicada en uno de los cabezos, con su nombre, situado frente a la villa y de donde brota el manantial que surte de agua a ésta. Se debió construir a finales del siglo XV, aunque en la segunda mitad del siglo XVII se amplió añadiéndole su mitad delantera y abriendo puerta en la fachada de levante. Contó con ermitaño o santera hasta bien entrado el siglo XX. Varios campamentos de trabajo y una cuidada restauración posterior la han preservado del deterioro que padecía. El 26 de julio, día de la patrona, se sube a la ermita y se cantan los gozos que le han dedicado los ejulvinos.

## Fiestas y eventos

### Fiestas tradicionales
- San Antón: semana del 17 de enero. Se organiza una gran hoguera en la plaza Mayor para conmemorar la festividad.
- San Pascual Bailón: 17 de mayo. Fiestas patronales del mes de mayo.
- Fiestas Mayores (Natividad de la Virgen, 8 septiembre). Se organizan las siguientes actividades:
  - El Bautizo de la Virgen (Melocotonada): Desde las ventanas de la casa consistorial son arrojados centenares de melocotones de Calanda a los ejulvinos, que se sitúan abajo de éstas para recogerlos.
  - Carrera de Burros, la Carrera de Pollos.
- La Contornada

### Eventos
- Carrasca Rock Festival

Festival de diferentes grupos de música Rock, Punk, Ska, etc, provenientes fundamentalmente de la región aragonesa. Celebrado anualmente desde su inicio en 2006, se celebra en verano y se destina a un público joven con el fin de dinamizar y favorecer el desarrollo tanto turístico como cultural en la localidad y la región aragonesa en general. A él han acudido grupos como Los Gandules, China-Chana, Los Draps, Manolo Kabezabolo.
- Semana Cultural: mes de agosto. Actividades y eventos variados (culturales, deportivas, culinarias, etc.) destinadas al ocio y recreo de la población tanto veraneante como local, y que duran entre dos y tres semanas.

- Ejulve BTT: campeonato de bicicleta de montaña (BTT) celebrado durante los últimos años en las distintas rutas de montaña existentes en la localidad y con una destacable afluencia de profesionales y aficionados.[22]

- Andada Nuestros Montes No Se Olvidan: marcha senderista por la sierra de Majalinos celebrada una vez al año desde 2010[23] en conmemoración del incendio forestal de Aliaga-Ejulve 2009 que arrasó más de 7000 hectáreas en la zona. La marcha tiene como objetivo la reivindicación ante las autoridades públicas de soluciones adecuadas al desastre que permitan una recuperación ecológica de la zona, como la reforestación.[24]

| Fecha                | Festividad o evento                      |
| -------------------- | ---------------------------------------- |
| 17 de enero          | San Antón                                |
| Febrero              | Carnavales                               |
| Primavera            | Ejulve BTT                               |
| Primavera            | Andada "Nuestros Montes No Se Olvidan"   |
| 17 de mayo           | San Pascual Bailón                       |
| Entre julio y agosto | Carrasca Rock Festival                   |
| Mediados de agosto   | Semana Cultural                          |
| 8 de septiembre      | Fiestas Mayores (Natividad de la Virgen) |